# Bianca Walter
Bianca Walter (Dresda, 31 marzo 1990) è una pattinatrice di short track tedesca.

## Palmarès

### Europei
- 3 medaglie:
  - 1 ori (staffetta a Dresda 2010);
  - 2 argenti (staffetta a Torino 2009; staffetta a Malmö 2013).